# Krabi Krabong

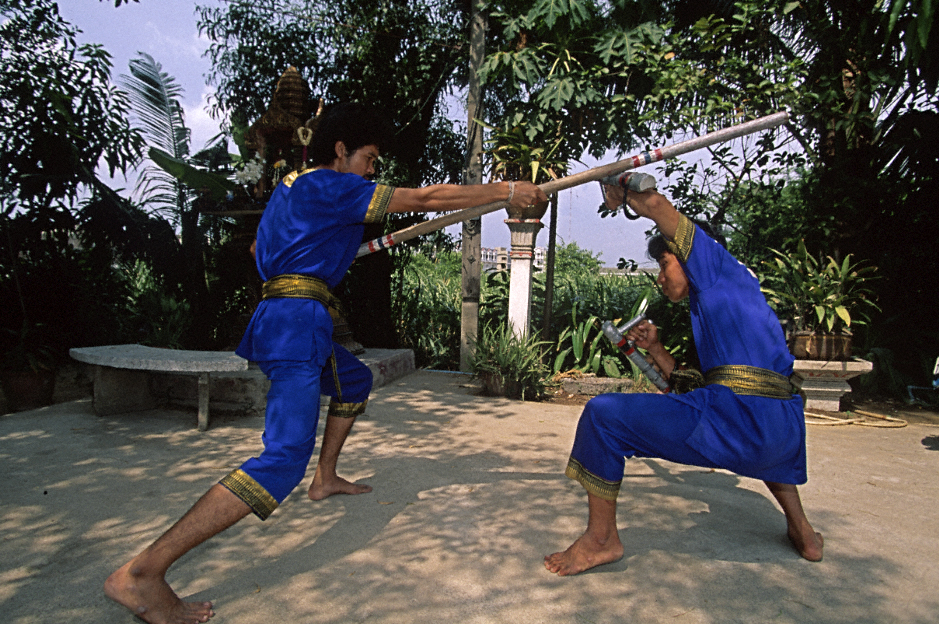

Krabi Krabong (กระบี่กระบอง, krabìː krabɔ̄ːŋ) ist die Bezeichnung für eine thailändische Kampftechnik mit Waffen. Kurz übersetzt heißt es „Kurz- und Langwaffe“. Aus ihr entwickelte sich das unbewaffnete Muay Thai.
Heutzutage wird Krabi Krabong als Sportart betrieben. Trainiert wird mit Übungswaffen aus Rattan oder Holz – echte Waffen werden nur bei Vorführungen benutzt, die aus tänzerisch choreographiertem Wechsel von Angriff und Abwehr bestehen, begleitet von Tamburin und Flöte. Die Kleidung und die farbigen Schärpen der Sportler sollen traditionellen thailändischen Uniformen ähneln.

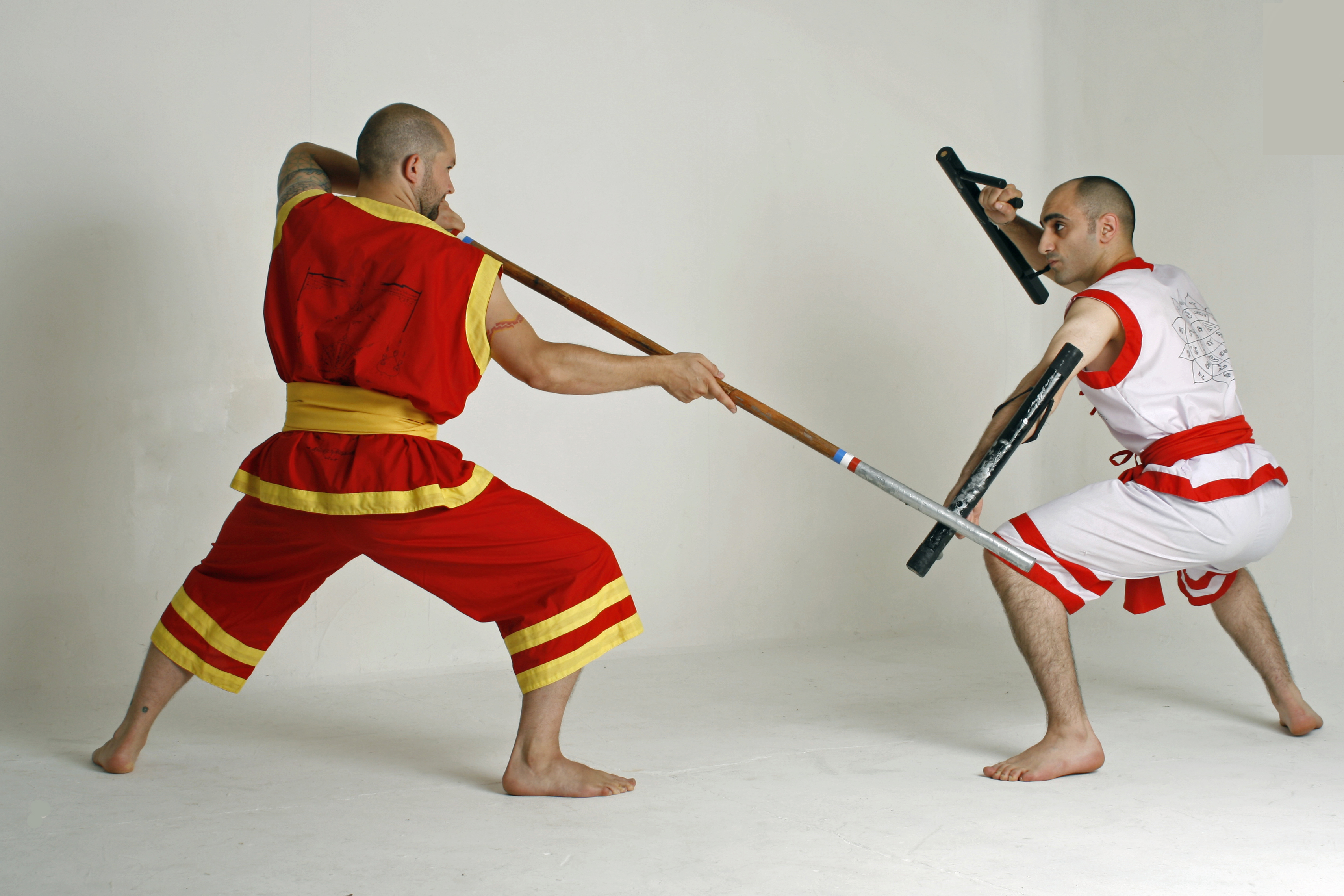
Zweikampf mit Waffen

## Waffen
Benutzt werden Krabi (Degen), Daab (Schwert), Ngao (Lanze mit langer Klinge) und Plong (Stock). Dazu kommen Langschilde (Maisun, Dung und Kaen) und der Rundschild Lo. Zweihändige Kampfstile sind Daab Song Meu mit einem Schwert in jeder Hand, und Mai Sok San, der Kampf mit zwei Unterarmhölzern ähnlich dem Okinawanischen Tonfa.

## Graduierungen
Die International Muay Thai Federation vergibt 9 Grade vom Schüler- bis Großmeisterrang. Die goldene Schärpe des Buddhai Sawan Institute of Swordsmanship ist jedoch ausschließlich dem König von Thailand vorbehalten.

### Grade nach Pram Ajarn Grandmaster Vichit Cheechern
Dieses System wurde in der damaligen IAMTF bzw. wird heute in verschiedenen Instituten und Organisationen wie z. B. der AITMA (Assoc. Institute of Thai Martial Arts), aber auch an verschiedenen thailändischen Universitäten wie z. B. der Muban Chom Bueng Rajabhat University – Institute of Thai Martial Arts Education oder dem Arsom Silp College Bangkok eingesetzt.
1. Khan Pohn, Weiße Schärpe: Anfänger
2. Khan Nahy Sib, Gelbe Schärpe: Gruppenführer
3. Khan Nahy Rawy, Grüne Schärpe: Assistenztrainer
4. Khan Nahy Pahn, Blaue Schärpe: Trainer
5. Khan Meun, Purpurne Schärpe: Trainer
6. Khan Khun, Braune Schärpe: Experte
7. Khan Luang, Schwarze Schärpe: Spezialist
8. Khan Pra (Ajarn), Silberne Schärpe: Meister
9. Khan PraYa (Ajarn Yai), Goldene Schärpe: Großmeister

### Grade nach demBuddhai Sawan Institute of Swordmanship
Das Buddhai Sawan Institut prüft nicht nur das Technikvermögen oder die körperliche Fitness, sondern auch die Gesamteinstellung der Schüler oder Studenten in den Bereichen Kultur, Kunst, thailändische Technikbezeichnungen, Zeremonien (wie zum Beispiel die verschiedenen Wai-Khru-Zeremonien) und stellenweise auch den religiösen Hintergrund.
Ein weiterer wichtiger Aspekt ist die geistige Stärke und Einstellung. Hier wird unter anderem darauf geachtet, ob die Schüler wirklich charakterlich gefestigt sind, Krabi Krabong auszuüben und weiterzuvermitteln.
Neben den absolvierten Trainingsstunden sind für die Graduierung Teilnahmen an Krabi-Krabong-Demonstrationen und die jährliche Anwesenheit am Institut in Thailand ausschlaggebend.
1. Grad, Gelbe Schärpe: Anfängergrad
2. Grad, Gelb-blaue Schärpe
3. Grad, Blaue Schärpe
4. Grad, Rote Schärpe: Basic Instructor, d. h. Trainer für Anfänger und Jugendliche
5. Grad, Silberne Schärpe: Advanced Instructor, erfahrener Trainer, Techniken entsprechen dem erweiterten Standard; Absolvieren von mindestens 326 Trainingsstunden.

Auf diese Grade folgen 11 Grade goldener Schärpen mit verschiedenfarbigen Streifen, deren höchste nur jeweils einen einzigen Träger haben. Der 10. Grad ist dem Prinzen und der 11. Grad dem thailändischen König vorbehalten.